# Kiviuq (satélite)
Kiviuq es un satélite irregular de Saturno. Fue descubierto por Brett J. Gladman en 2000, y se le dio la designación provisional de S/2000 S 5.
Fue nombrado en 2003 como un "gigante" de la Mitología inuit. Kiviuq (también Keeveeok, Qiviuq o Kivioq) es un legendario y heroico Inuk. Vivió durante mucho tiempo (o tuvo varias vidas), viajó y vagó, viviendo todo tipo de aventuras cuyos detalles dependen de la tradición local del que cuenta la historia.
Kiviuq tiene cerca de 16 kilómetros de diámetro, y orbita a Saturno a una distancia media de 11,1 millones de kilómetros en 450 días. Es uno de los miembros del grupo Inuit de satélites irregulares.
Kiviuq muestra un color rojo claro en el espectro de infrarrojo muy similar al grupo Inuit lo que apoya la tesis de un posible origen común en la disolución de un cuerpo mayor.
Se cree que Kiviuq está en resonancia Kozai cíclicamente reduciendo la inclinación orbital mientras incrementa excentricidad y vice versa.